# Le Mesnil-Garnier
Le Mesnil-Garnier és un municipi francès situat al departament de la Manche i a la regió de Normandia. L'any 2007 tenia 222 habitants.

## Demografia

### Població
El 2007 la població de fet de Le Mesnil-Garnier era de 222 persones. Hi havia 92 famílies de les quals 20 eren unipersonals (8 homes vivint sols i 12 dones vivint soles), 48 parelles sense fills i 24 parelles amb fills.
La població ha evolucionat segons el següent gràfic:
Habitants censats

### Habitatges
El 2007 hi havia 143 habitatges, 93 eren l'habitatge principal de la família, 38 eren segones residències i 12 estaven desocupats. 139 eren cases i 3 eren apartaments. Dels 93 habitatges principals, 65 estaven ocupats pels seus propietaris, 24 estaven llogats i ocupats pels llogaters i 3 estaven cedits a títol gratuït; 1 tenia una cambra, 5 en tenien dues, 9 en tenien tres, 26 en tenien quatre i 51 en tenien cinc o més. 80 habitatges disposaven pel capbaix d'una plaça de pàrquing. A 50 habitatges hi havia un automòbil i a 37 n'hi havia dos o més.

### Piràmide de població
La piràmide de població per edats i sexe el 2009 era:
| Homes | Edats   | Dones |
| ----- | ------- | ----- |
| 4     | 95 o +  | 0     |
| 0     | 90 a 94 | 0     |
| 0     | 85 a 89 | 0     |
| 4     | 80 a 84 | 4     |
| 8     | 75 a 79 | 8     |
| 4     | 70 a 74 | 4     |
| 12    | 65 a 69 | 8     |
| 4     | 60 a 64 | 20    |
| 0     | 55 a 59 | 0     |
| 0     | 50 a 54 | 4     |
| 8     | 45 a 49 | 4     |
| 4     | 40 a 44 | 4     |
| 4     | 35 a 39 | 4     |
| 12    | 30 a 34 | 12    |
| 4     | 25 a 29 | 8     |
| 0     | 20 a 24 | 4     |
| 12    | 15 a 19 | 0     |
| 8     | 10 a 14 | 0     |
| 12    | 5 a 9   | 8     |
| 12    | 0 a 4   | 4     |

## Economia
El 2007 la població en edat de treballar era de 127 persones, 96 eren actives i 31 eren inactives. De les 96 persones actives 93 estaven ocupades (51 homes i 42 dones) i 3 estaven aturades (2 homes i 1 dona). De les 31 persones inactives 14 estaven jubilades, 6 estaven estudiant i 11 estaven classificades com a «altres inactius».

### Ingressos
El 2009 a Le Mesnil-Garnier hi havia 93 unitats fiscals que integraven 227 persones, la mediana anual d'ingressos fiscals per persona era de 12.969 €.

### Activitats econòmiques
Dels 10 establiments que hi havia el 2007, 2 eren d'empreses de construcció, 2 d'empreses de comerç i reparació d'automòbils, 1 d'una empresa d'informació i comunicació, 1 d'una empresa financera, 1 d'una empresa immobiliària, 2 d'empreses de serveis i 1 d'una empresa classificada com a «altres activitats de serveis».
L'únic servei als particulars que hi havia el 2009 era una oficina bancària.
L'únic establiment comercial que hi havia el 2009 era una botiga de menys de 120 m².
L'any 2000 a Le Mesnil-Garnier hi havia 37 explotacions agrícoles que ocupaven un total de 893 hectàrees.

## Poblacions més properes
El següent diagrama mostra les poblacions més properes.